# César de Sousa Mendes
César de Sousa Mendes do Amaral e Abranches (ur. 19 lipca 1885 w Cabanas de Viriato, zm. 1955) – portugalski dyplomata, poseł w Polsce w latach 1933–1939; zaangażowany w pomoc Polakom podczas II wojny światowej.

## Życiorys
César de Sousa Mendes, podobnie jak jego brat bliźniak Aristides de Sousa Mendes, z wykształcenia był prawnikiem po Uniwersytecie w Coimbrze (dyplom uzyskał w 1907), a z zawodu był dyplomatą. Był między innymi posłem w Japonii (1915). W latach 1932–1933 pełnił funkcję ministra spraw zagranicznych w rządzie António Salazara. Został zwolniony ze stanowiska ze względu na konflikt z dyrektorem generalnym urzędu, Pedro Tovar de Lemos. We wrześniu 1933 objął stanowisko posła w Polsce.

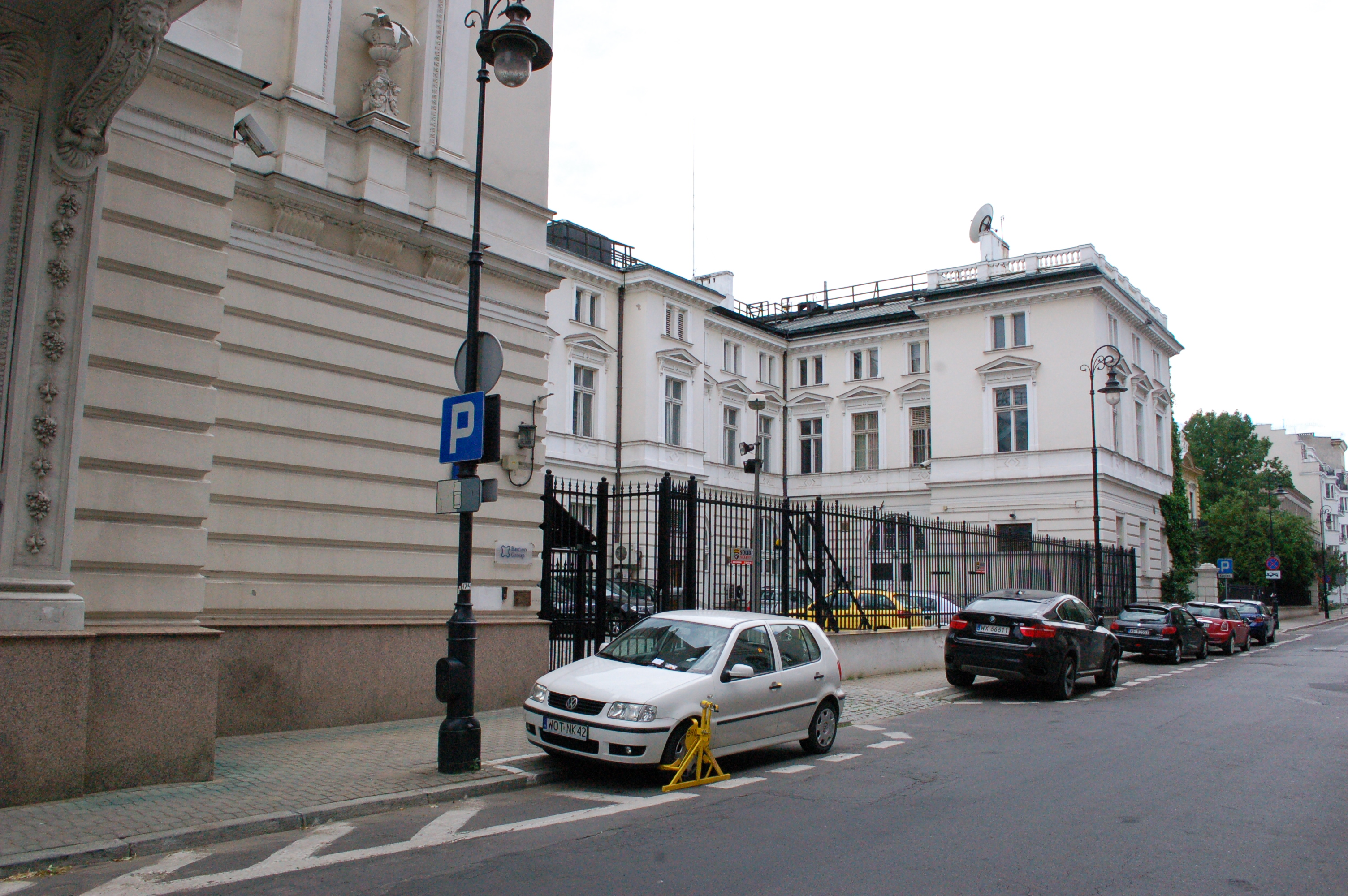
Budynek d. Ambasady Portugalii w Warszawie przy al. Róż 1 (widok w 2011)

Po inwazji Niemiec na Polskę w gmachu poselstwa Portugalii udzielano Polakom pomocy. Podziemia budynku udostępniono jako schron podczas nalotów. Podczas oblężenia Warszawy César de Sousa Mendes dzielił się z ludnością cywilną żywnością przeznaczoną dla placówek dyplomatycznych. Pod koniec września opuścił Warszawę i przeniósł się do poselstwa w Rydze. Pomógł w ewakuacji na Łotwę nauczycielce Cecylii Dolacie, gdzie została zatrudniona w tamtejszym poselstwie Portugalii. Wbrew obowiązującym przepisom, Sousa Mendes nakazał wystawić jej portugalski paszport. Dzięki niemu po zajęciu Łotwy przez Związek Sowiecki mogła bezpiecznie wyjechać do Lizbony, gdzie mieszkała do końca wojny.
César de Sousa Mendes podjął starania w portugalskim Ministerstwie Spraw Zagranicznych o wypłacenie zapomóg znajdujących się w trudnej sytuacji rodzinom polskich pracowników warszawskiego poselstwa.
Jego brat, Aristides de Sousa Mendes, w 1940 był konsulem w Bordeaux. Zaangażował się w masowym wydawaniu wiz uchodźcom, także z Polski. Został za to odsunięty od służby. César de Sousa Mendes pomagał mu w tym procederze.
Po wojnie César de Sousa Mendes kierował placówkami w Meksyku i Szwajcarii.
W 1909 ożenił się z Marią Luisą de Moncada Alpoim e Vasconcelos, z którą miał dwóch synów i cztery córki.
W 2021 w uznaniu dla ratowania Polaków otrzymał przyznawany przez Prezydenta Rzeczypospolitej Polskiej Medal Virtus et Fraternitas. Rok później odznaczeniem wyróżniono także jego brata bliźniaka Aristidesa de Sousa Mendesa. Dekoracja obu braci odbyła się jednocześnie w 2022.

## Galeria

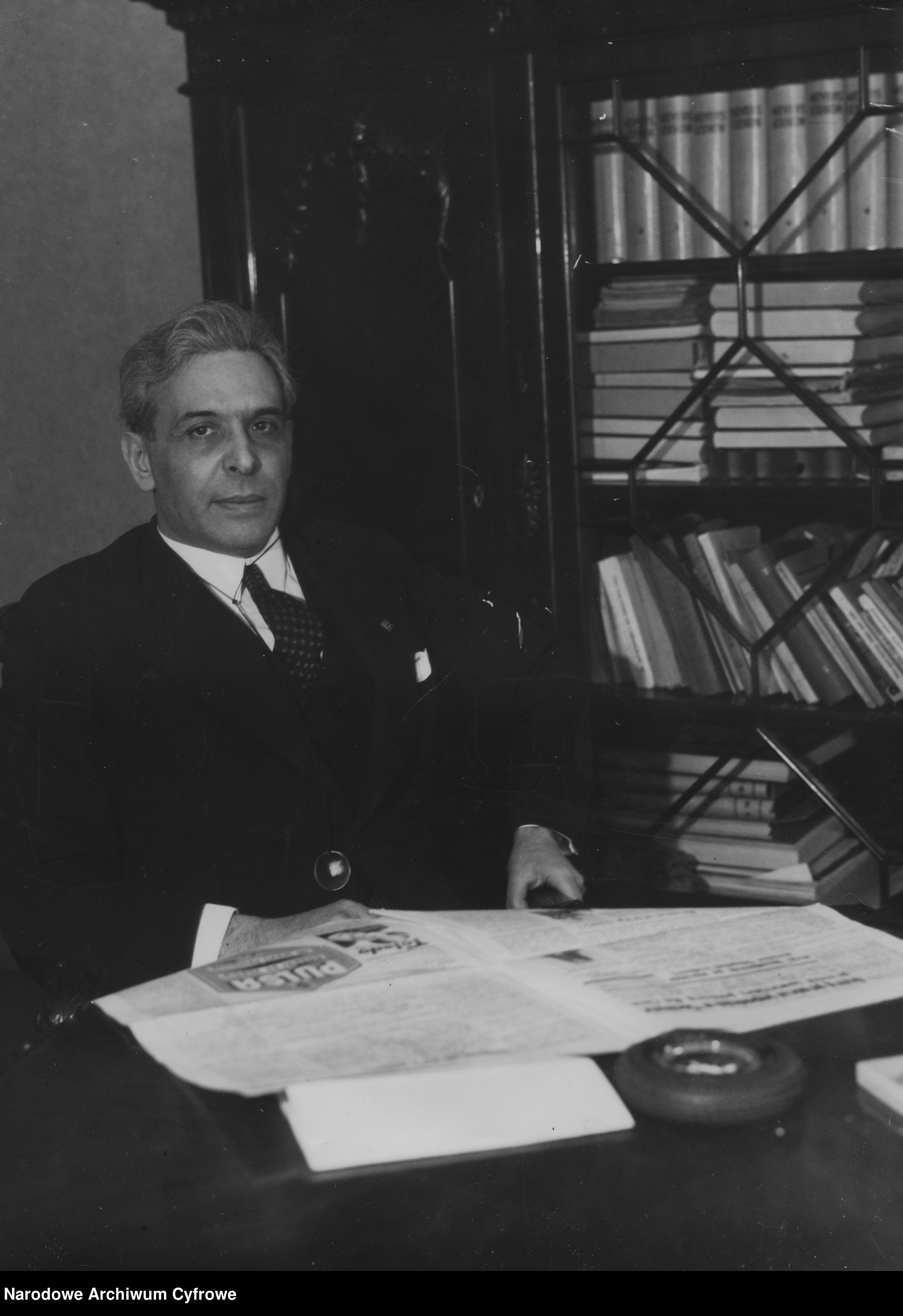
Cesar de Sousa Mendes poseł nadzwyczajny i minister pełnomocny Polski w Portugalii, 1933
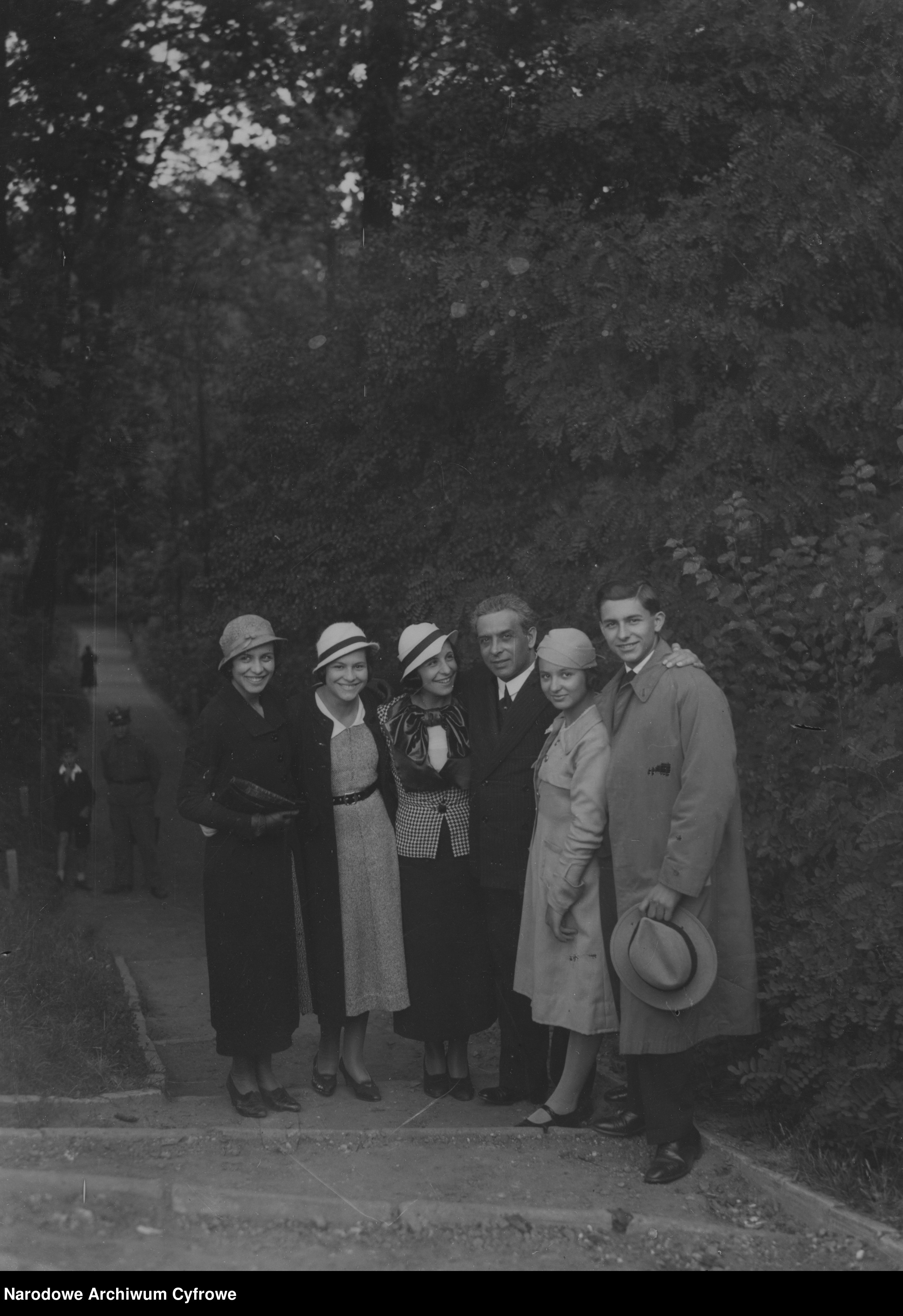
Cesar de Sousa Mendes z rodziną, Warszawa, 1933
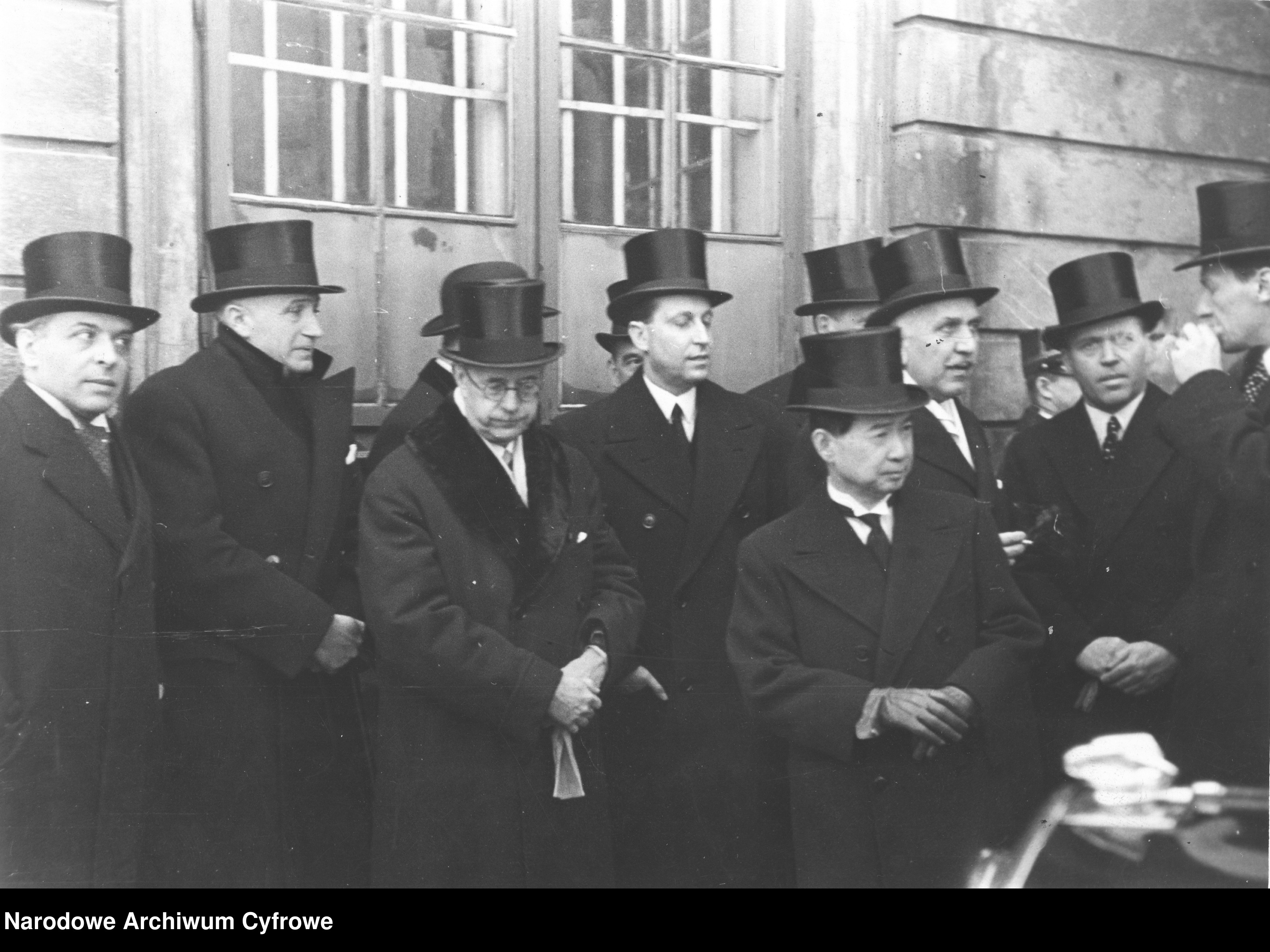
Cesar de Sousa Mendes (pierwszy z lewej) i dyplomaci podczas uroczystości Święta 3 Maja w katedrze św. Jana w Warszawie, 1935